# Hermann Wenzel
Hermann Richard Wenzel (Großschönau, 16 december 1863 - aldaar, 17 juni 1944) was een Duits componist.

## Leven
Wenzel was de zoon van een damastwever, een indertijd wijdverspreide vorm van bedrijvigheid aldaar. Hij werd op zijn elfde lid van het kerkkoor waarmee zijn muzikale vorming startte. Van de cantor ontving hij lessen in contrapunt en orgel. Op zijn 21e begon hij aan een opleiding aan het conservatorium in Dresden. Hij ontving daar onderricht in piano, viool, harmonie en compositie. Na zijn studie keerde Wenzel terug naar Großschönau om zich daar als muziekleraar en componist te vestigen. Hij was meer dan 45 jaar dirigent van de zangvereniging Liederkranz aldaar. Frederik August III van Saksen verleende hem in 1913 de titel Königlicher Musikdirektor (koninklijk dirigent). Hij stierf in 1944 aan een herseninfarct.

## Componist
Wenzels composities zijn vooral werken voor piano, viool, viool en cello, harmonium en koor. Ze werden voornamelijk door Porsius in Leipzig uitgegeven en kregen indertijd een wereldwijde verspreiding en waardering. Na de oorlog verdween zijn werk meer en meer naar de achtergrond. Het bekendst is nog de Gavotte Veilchen aus Abbazia voor piano, maar zijn oeuvre voor piano omvat duizenden stukken.
Voor harmonium schreef Wenzel eveneens verscheidene werken, die gewaardeerd werden vanwege hun niet te hoge moeilijkheidsgraad en melodieuze karakter. In de uitgaven staan aanwijzingen voor registratie vermeld voor te gebruiken voetmaten (bijvoorbeeld 8'' en 4''),voor koppel (Cpl), Vox Humana (V.H.) en de knielzwellen (R. voor rechts, L. voor links en T. voor tutti oftewel beide). Voorbeelden van dit werk zijn Allerseelen (120 stukken in 10 banden), Choralvorspiele, Orgelzauber en Bagatellen (2 banden).
Naast deze werken schreef Wenzel lesmethoden: Klavierschule (voor piano) en een Harmoniumschule, een methode voor viool werd niet gepubliceerd.
- Gemeinsame Normdatei: 1050403916
- International Standard Name Identifier: 0000 0000 7117 3348
- Library of Congress Control Number: no2016101724
- Nationale Bibliotheek van Letland: 000274261
- MusicBrainz: e4316d9f-9367-45a0-878d-41cdfcea7558
- Nationale Bibliotheek van Tsjechië: ola2009531491
- Nationale Bibliotheek van Polen: a0000001648723
- Nederlandse Thesaurus van Auteursnamen: 160576520
- Virtual International Authority File: 100855035
- WorldCat: E39PBJcWxkcv64ChXhY36PwcT3